# 内之田駅
内之田駅（うちのだえき）は、宮崎県日南市北郷町大藤にある、九州旅客鉄道（JR九州）日南線の駅である。

## 歴史
- 1941年（昭和16年）10月28日：鉄道省志布志線（現・日南線）油津駅 - 北郷駅間延伸時に開設[1]。
- 1957年（昭和32年）10月1日：荷物扱い廃止[2]。
- 1963年（昭和38年）5月8日：志布志線志布志駅 - 北郷駅間が日南線へ編入、同線の駅となる[2]。
- 1978年（昭和53年）3月：ホームを40 m延伸、ホーム有効長を90 mとする[3]。
- 1987年（昭和62年）4月1日：国鉄分割民営化に伴い、九州旅客鉄道（JR九州）の駅となる[2]。
- 2022年（令和4年）4月1日：宮崎支社発足、鹿児島支社から同支社へ移管[4]。

## 駅構造
単式ホーム1面1線を有する地上駅。駅舎は無く、ホーム中央入口近くに短いホーム上屋が設置されている。
無人駅。自動券売機等は設置されていない。

## 利用状況
2015年（平成27年）度の1日平均乗車人員は10人である。
近年の1日平均乗車人員の推移は以下の通り。
| 年度   | 1日平均 乗車人員 |
| ------ | ---------------- |
| 1996年 | 15               |
| 1997年 | 17               |
| 1998年 | 15               |
| 1999年 | 16               |
| 2000年 | 16               |
| 2001年 | 15               |
| 2002年 | 15               |
| 2003年 | 13               |
| 2004年 | 12               |
| 2005年 | 14               |
| 2006年 | 16               |
| 2007年 | 16               |
| 2008年 | 15               |
| 2009年 | 15               |
| 2010年 | 14               |
| 2011年 | 15               |
| 2012年 | 17               |
| 2013年 | 12               |
| 2014年 | 9                |
| 2015年 | 10               |

## 駅周辺
あたりは田園地帯である。
- 中ノ尾供養碑
- 福田ぶどう園
- コウセイ施術院

## 隣の駅
九州旅客鉄道（JR九州）
■日南線
■快速「日南マリーン号」
通過
■普通
北郷駅 - 内之田駅 - 飫肥駅